# Jens Hundseid
Jens Valentinsen Hundseid (Vikedal, 6 de mayo de 1883-Oslo, 2 de abril de 1965) fue un político noruego, fue primer ministro de Noruega durante el periodo de la Primera Guerra Mundial.

## Biografía
Nacido el 6 de mayo de 1883 en Vikedal, Ryfylke, provincia de Rogaland.
Miembro del Partido Agrario, ejerció de jefe de gobierno (Statsminister) entre el 14 de marzo de 1932 y el 3 de marzo de 1933, en un gabinete agrario. En el periodo de entreguerras se desarrolló una notable tensión entre Hundseid y Vidkun Quisling; en 1940 entraría a formar parte del Nasjonal Samling de Quisling.
Falleció el 2 de abril de 1965 en Oslo.